# Дібрівка (Медвинська сільська громада)
Ді́брівка — село в Україні, у Медвинській сільській громаді Білоцерківського району Київської області. Населення становить 121 особа.

### Мова
Розподіл населення за рідною мовою за даними перепису 2001 року:
| Мова       | Кількість | Відсоток |
| ---------- | --------- | -------- |
| українська | 198       | 100%     |